# 华清池
34°21′42″N 109°12′47″E / 34.361758°N 109.212991°E
華清池位於中華人民共和國陝西省西安臨潼區驪山北麓，是唐代華清宮內的溫泉浴池，以溫泉和風景秀麗著稱，更因唐玄宗和楊貴妃的愛情故事而著称于世。华清池是中国国家5A级旅游景区。景区内有唐代华清宫御汤遗址博物馆、西安事变旧址。現今華清池的多数亭臺樓閣，多為1949年以來修建恢復的仿唐代建筑，现在的华清池坐落在唐代华清宫遗址上，只佔盛唐時的一小部份。

## 歷史
相傳西周时期周幽王就曾在此建驪宮。秦始皇時以石築室，名為「驪山湯」。漢武帝時擴建為離宮。唐代又經唐太宗和唐玄宗时的兩次大肆擴建，唐玄宗天宝年间改名「华清宫」，這時的規模最為富麗堂皇，但經安史之亂後已遭毀壞。1982年考古发现唐代华清宫皇家沐浴汤池殿基遗址，考古清理出包括五组唐代皇家汤池等遗址，1990年正式对外开放。1996年华清宫遗址被国务院正式列为第四批全国重点文物保护单位。
1878年，清代临潼知县沈家祯在华清池修建「环园」，成为清代、中华民国时期的著名景点。1936年12月12日，张学良、杨虎城在此发动兵谏，扣押了，史称“西安事变”。1982年华清池内主要历史建筑五间厅被列为第二批全国重点文物保护单位。

### 西安事變
1936年10月、12月，两次到西安，下榻在華清池五间厅，作为临时行辕，1936年12月12日西安事變時，蔣中正在華清池內被張學良、楊虎城发动兵谏捉住扣留。而在蔣中正被抓處建有一亭，民國時稱為“兵諫亭”或“民族復興亭”，中華人民共和國成立後，改名為“捉蔣亭”。1980年代后又改回“兵谏亭”之称。

## 文學作品
中國唐代著名詩人白居易曾在其詩長恨歌中賦曰：
……
回眸一笑百媚生，六宮粉黛無顏色。
春寒賜浴華清池，溫泉水滑洗凝脂。
……
杜牧 过华清宫绝句
长安回望绣成堆，山顶千门次第开。
一骑红尘妃子笑，无人知是荔枝来。

## 圖片

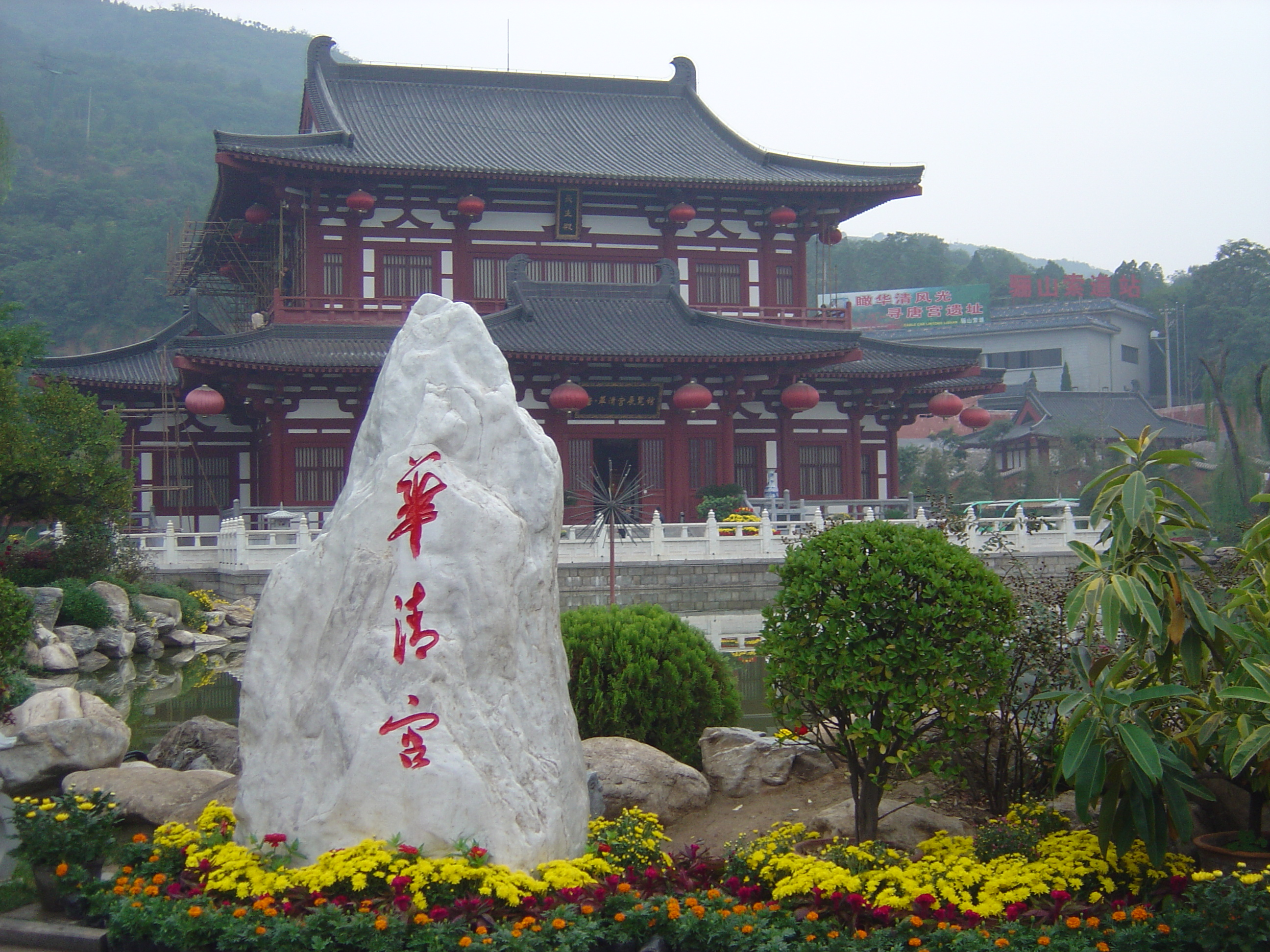
華清池
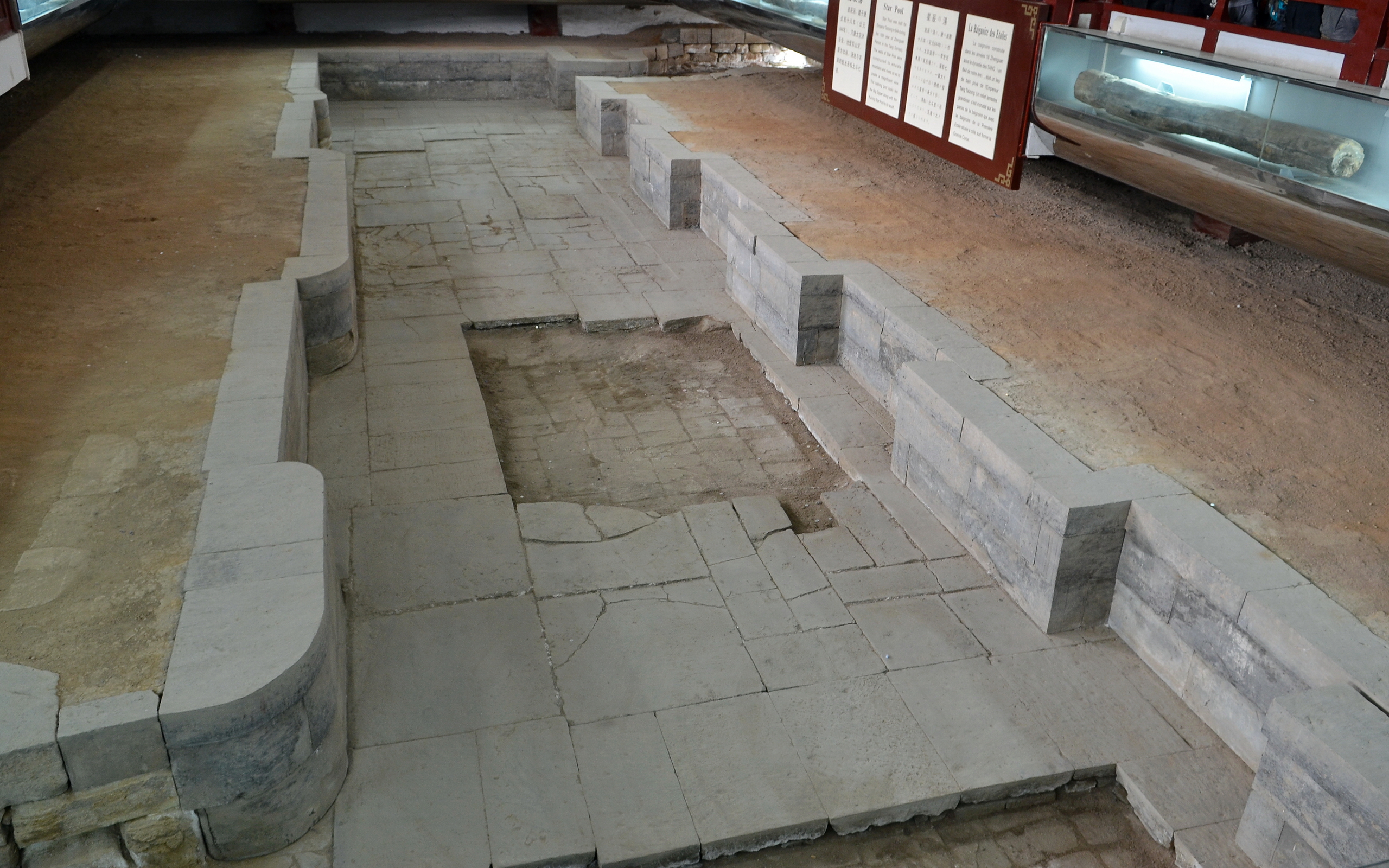
星辰汤遗址，唐太宗李世民专用御池
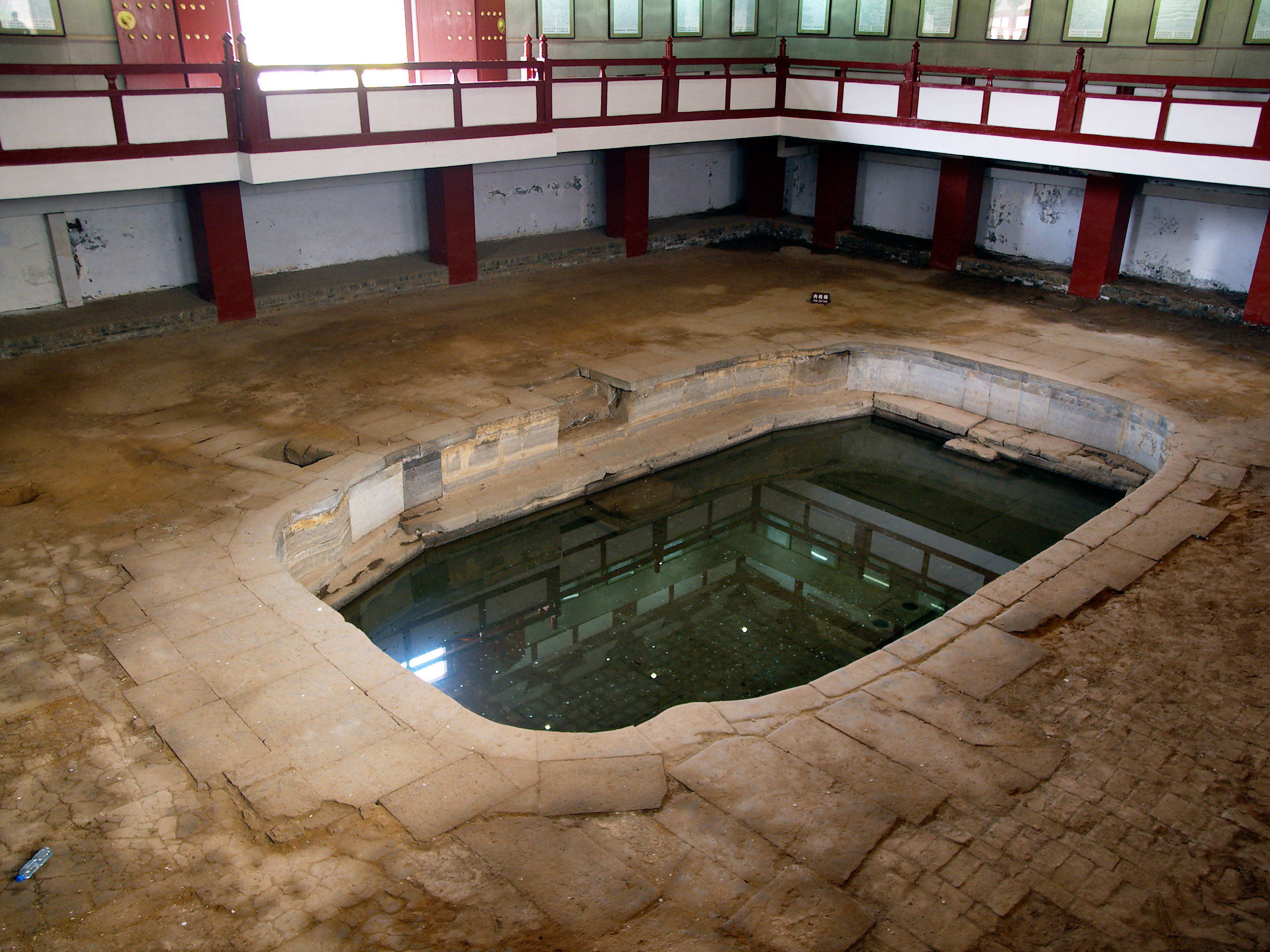
蓮華湯遗址，相傳為唐玄宗專用溫泉
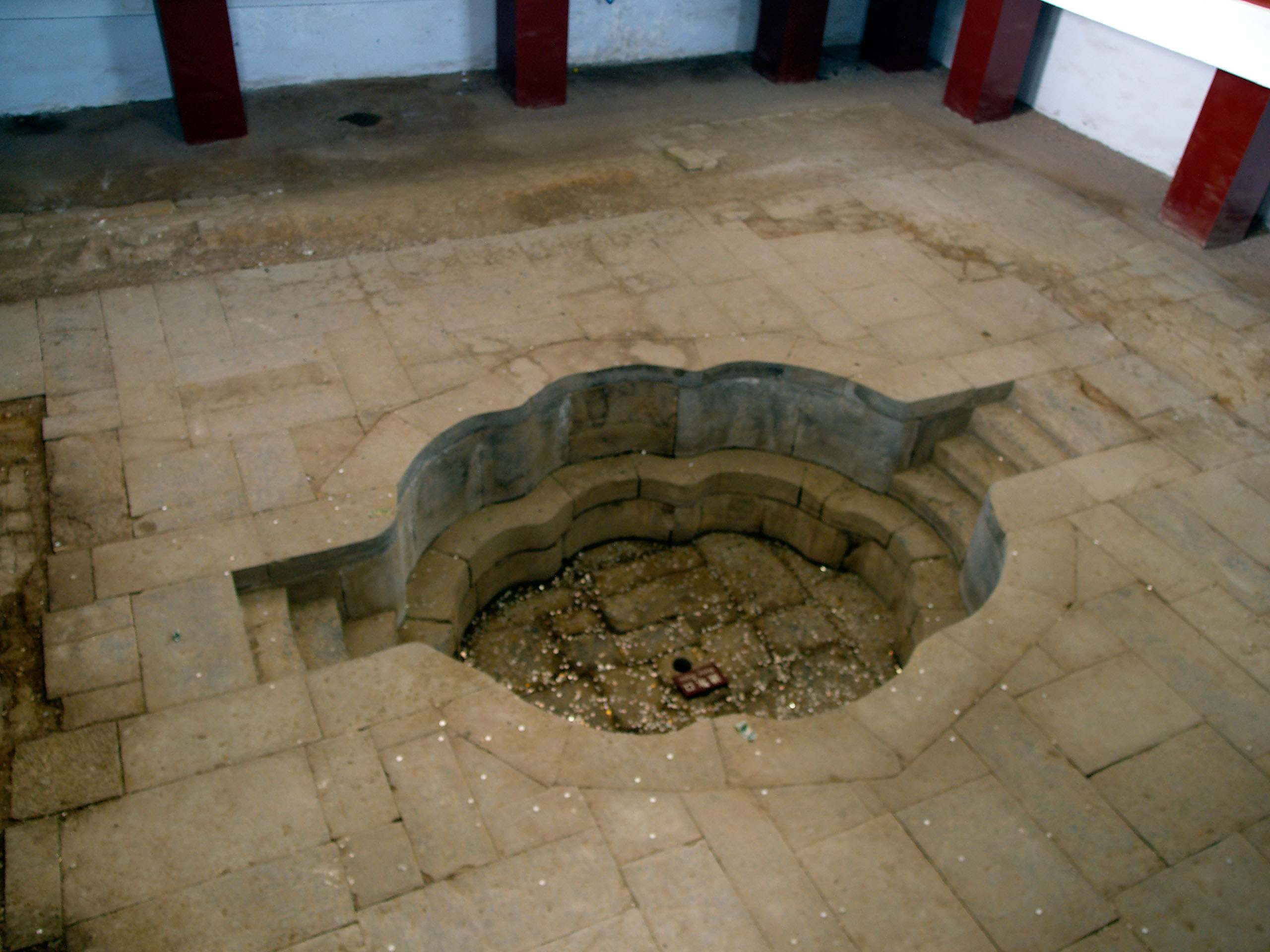
海棠汤遗址，俗称“贵妃池”，相傳楊貴妃所用
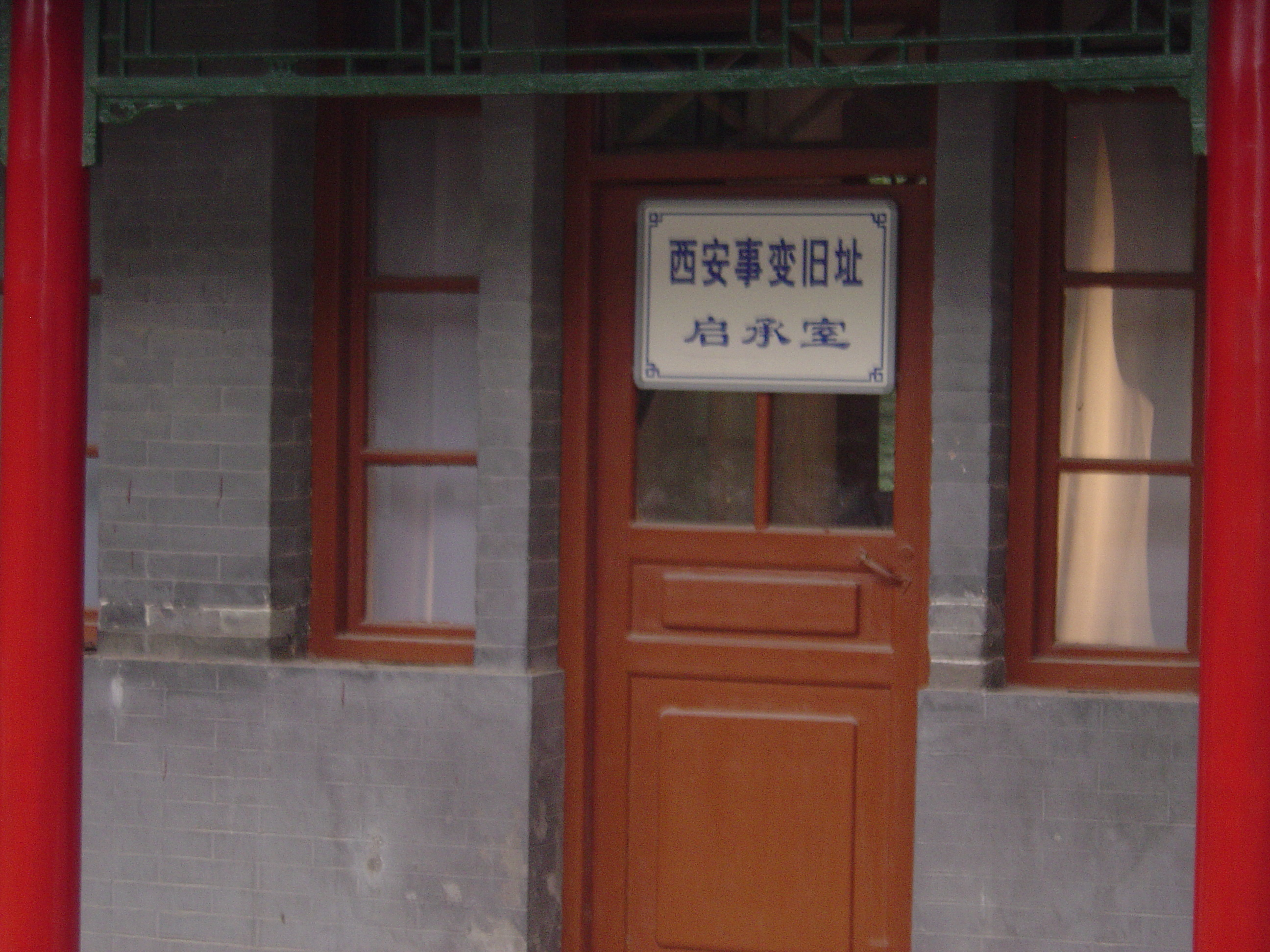
西安事變舊址（一）
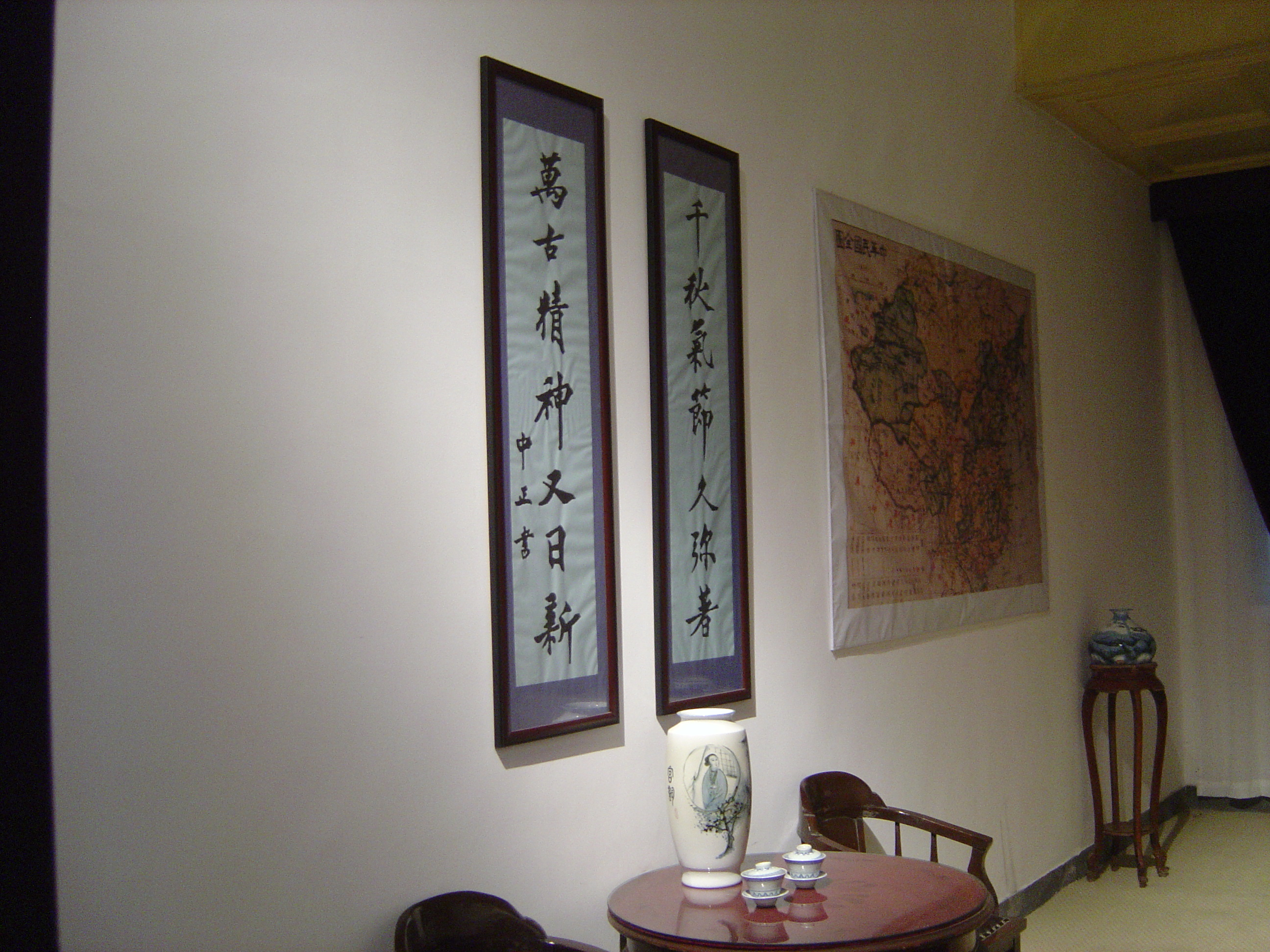
西安事變舊址（二）
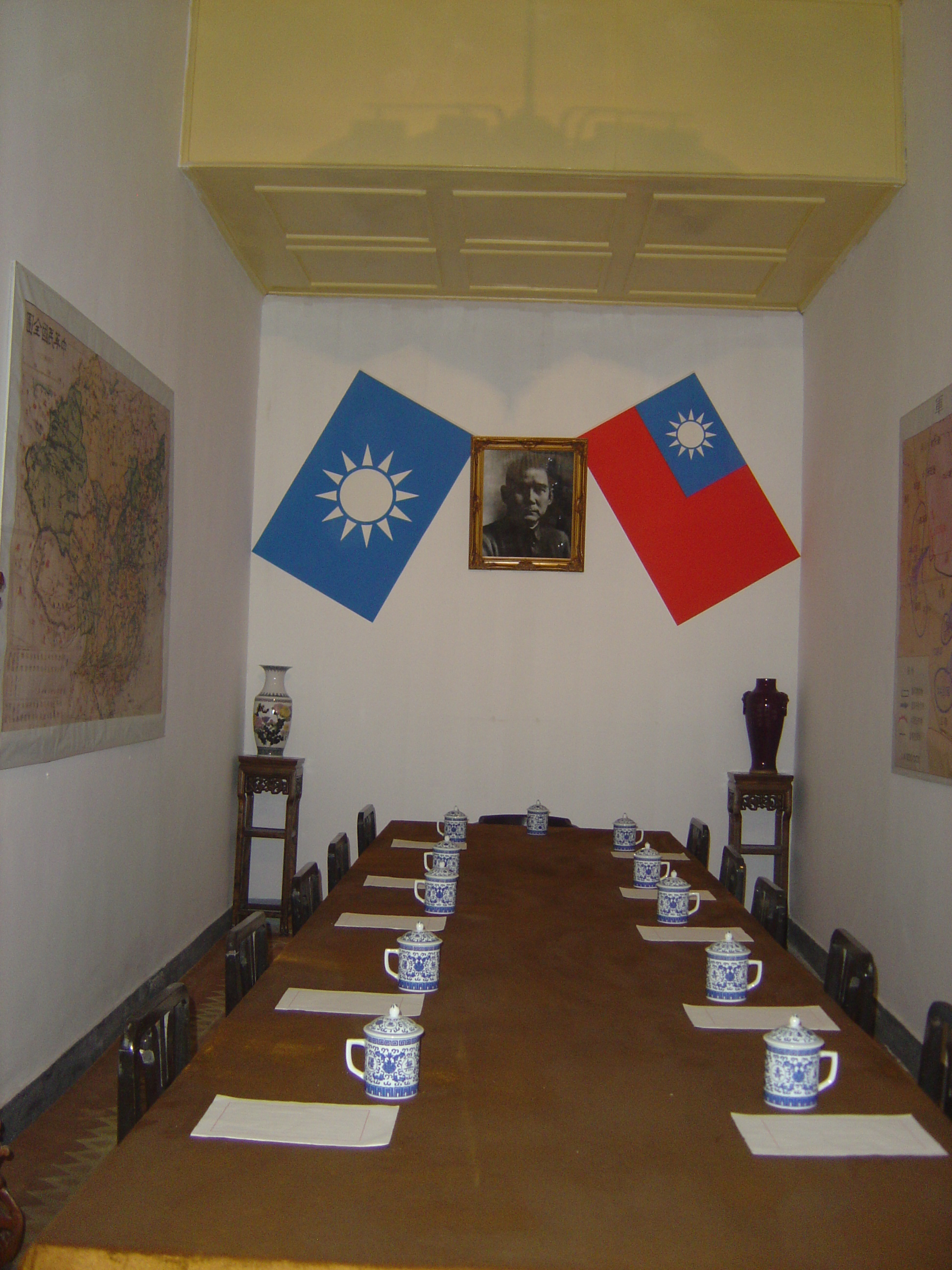
西安事變舊址（三）
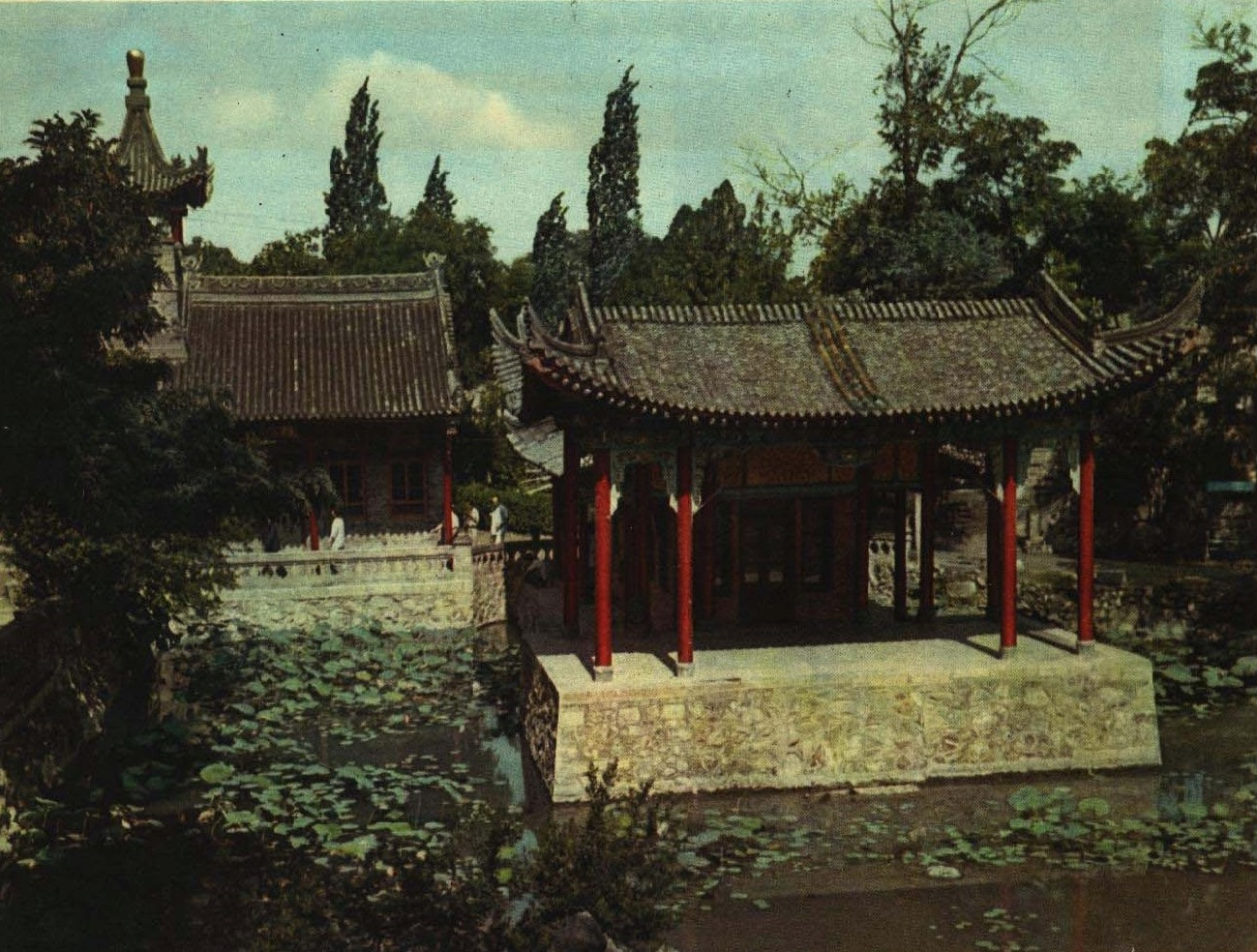
1962年 华清池
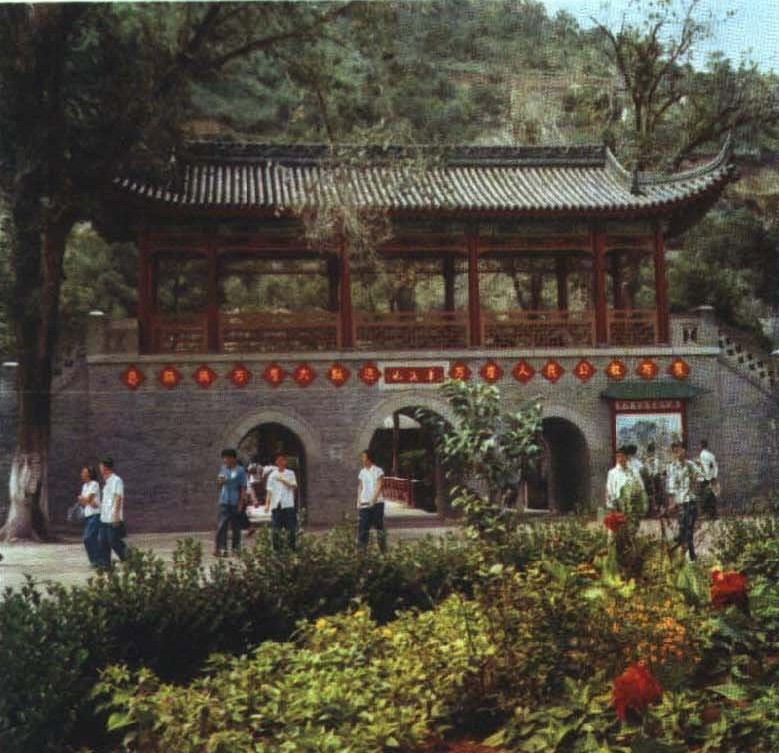
1964年 华清池温泉
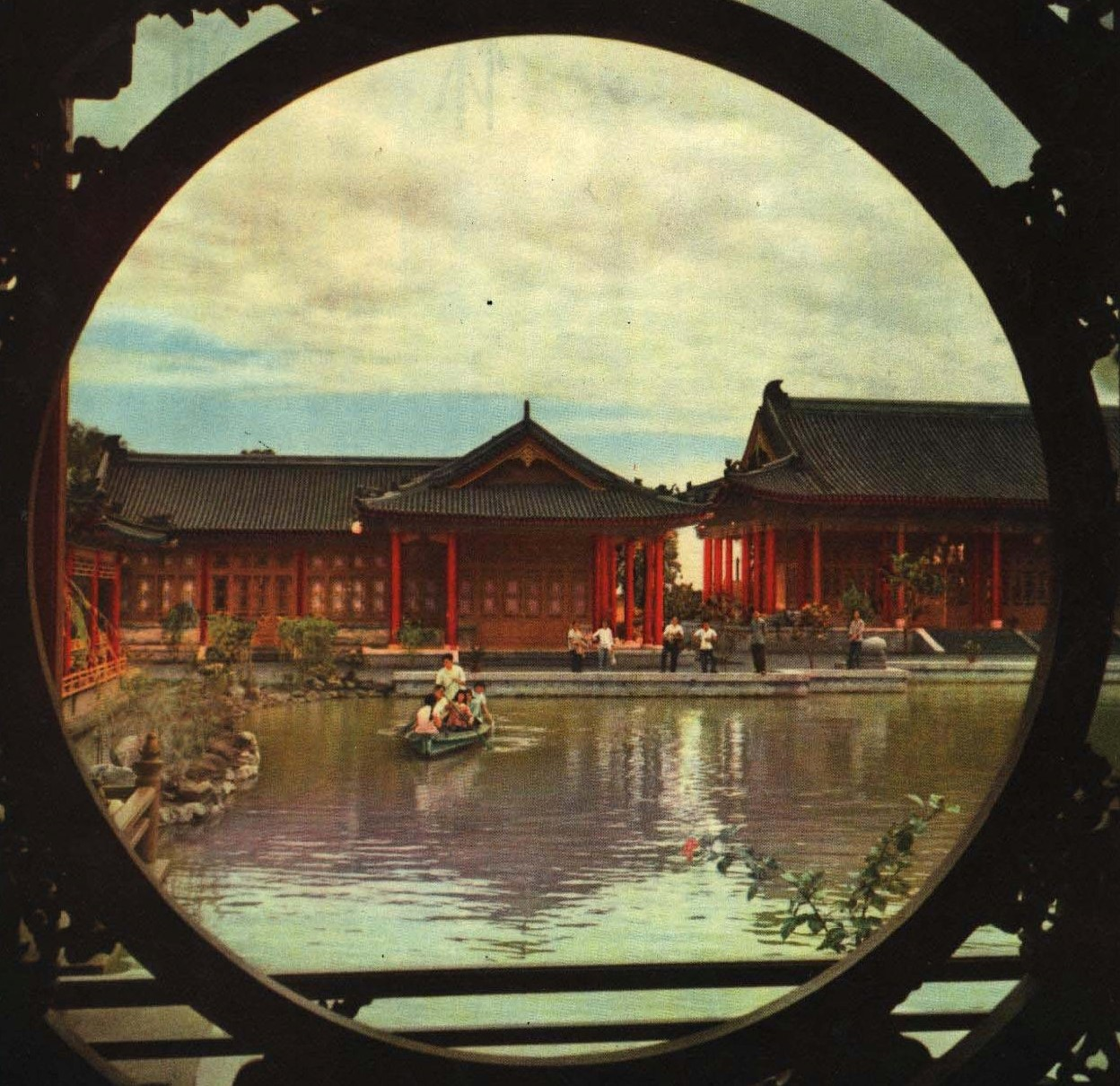
1962-02 1962年 骊山九龙汤
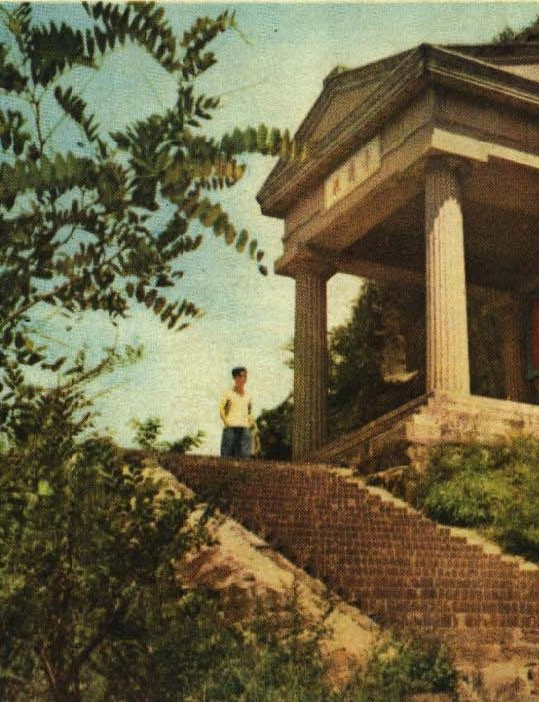
1962-02 1962年 骊山捉蒋亭

## 链接
- 华清池长恨歌（页面存档备份，存于）